# Symphony Australia
Symphony Australia is een deelmaatschappij van de Australian Broadcasting Corporation (ABC) die ondersteunende diensten en een nationaal ontwikkelingsprogramma voor musici verzorgt voor de volgende symfonieorkesten:
- Adelaide Symphony Orchestra
- Melbourne Symphony Orchestra
- The Queensland Orchestra
- Sydney Symphony
- Tasmanian Symphony Orchestra
- West Australian Symphony Orchestra
- Darwin Symphony Orchestra

Door de verbintenis tussen de ABC en Symphony Australia worden uitvoeringen van de orkesten uitgezonden door de zender ABC Classic FM.